# Teodor (Bubniuk)
Teodor, imię świeckie Wałentyn Leonidowicz Bubniuk (ur. 21 lipca 1978 w Łypnie) – biskup Kościoła Prawosławnego Ukrainy (do 2018 Ukraińskiego Kościoła Prawosławnego Patriarchatu Kijowskiego).

## Życiorys
W 1999 ukończył Wołyńskie Seminarium Duchowne w Łucku, po czym podjął studia w Kijowskiej Akademii Duchownej. 6 maja 1999 przyjął święcenia diakońskie z rąk metropolity łuckiego (w jurysdykcji Patriarchatu Kijowskiego) Jakuba. 23 maja tego samego roku tenże hierarcha wyświęcił go na kapłana. Od czerwca do listopada 1999 służył w cerkwi Wniebowstąpienia Pańskiego w Rokynie (obwód wołyński), następnie przeszedł do pracy duszpasterskiej w eparchii kijowskiej Patriarchatu Kijowskiego. Równolegle ze studiami teologicznymi był proboszczem parafii św. Jana Chryzostoma w Piwni, a następnie służył w cerkwi Opieki Matki Bożej w Kijowie. W 2003 ukończył studia z tytułem kandydata nauk teologicznych.
26 sierpnia 2003 złożył wieczyste śluby mnisze w monasterze św. Michała Archanioła o Złotych Kopułach, przed jego przełożonym, arcybiskupem perejasławsko-chmielnickim Dymitrem. Od 2005 przewodniczył wydziałowi ds. młodzieży przy Synodzie Ukraińskiego Kościoła Prawosławnego Patriarchatu Kijowskiego. W 2006 został przełożonym monasteru św. Teodozjusza w Kijowie oraz sekretarzem patriarchy kijowskiego i całej Rusi-Ukrainy Filareta.
20 października 2006 Święty Synod Ukraińskiego Kościoła Prawosławnego Patriarchatu Kijowskiego nominował go na biskupa połtawskiego i krzemieńczuckiego. 12 listopada 2006 w soborze św. Włodzimierza w Kijowie miała miejsce jego chirotonia biskupia. W 2012 otrzymał godność arcybiskupią.